# Prefekt pretorianów

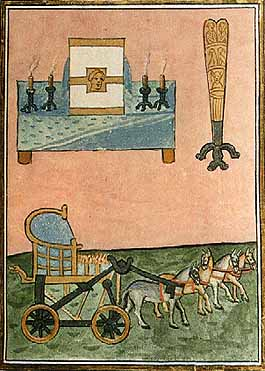
Insygnia prefekta pretorianów

Prefekt pretorianów (łac. praefectus praetorio) był jednym z najwyższych urzędników cesarskich w starożytnym  Rzymie.
Pierwotnie pełnił funkcję dowódcy gwardii przybocznej cesarza (cohors praetoria), z czasem stał się drugą po cesarzu osobą w państwie m.in. dzięki uzyskaniu dowództwa nad wojskami Italii (był odpowiedzialny za stacjonujący w Alba pod Rzymem legion II Parthica) i obejmując kierownictwo całej administracji. Od pierwszej połowy III w. n.e. jego rozporządzenia miały moc ogólnie obowiązującą. W rękach prefekta pretorianów została także skupiona władza sądownicza w zastępstwie cesarza. Aby zapobiec zamachom organizowanym przez dzierżących w swym ręku dużą władzę prefektów pretorianów, cesarze zaczęli mianować po dwóch prefektów. W związku z ich uprawnieniami sądowniczymi stanowisko jednego z nich zajmował zwykle prawnik. Po reformie administracyjnej Konstantyna w IV w. n.e. prefekci pretorianów stali na czele dużych jednostek administracyjnych – prefektur (4 w całym imperium: praefectura praetorio per Orientem, per Illyricum, Italiae et Galliarum).
Przed wyniesieniem na cesarski tron prefektem pretorianów byli: Tytus, Makrynus i Filip Arab. Do najbardziej wpływowych prefektów pretorianów należeli: Aemilius Papinianus, Ulpian Domicjusz, Lucjusz Eliusz Sejan, Sekstus Afraniusz Burrus, Lucjusz Fulwiusz Plautianus.

## Lista prefektów
| Imię prefekta                 | Cesarz                        |
| ----------------------------- | ----------------------------- |
| Publiusz Salwiusz Aper        | Oktawian August               |
| Kwintus Ostoriusz Skapula     | Oktawian August               |
| Waleriusz Ligus               | Oktawian August               |
| Lucjusz Sejusz Strabon        | Tyberiusz                     |
| Lucjusz Eliusz Sejan          | Tyberiusz                     |
| Kwintus Sutoriusz Makron      | Tyberiusz, Kaligula           |
| Rufriusz Pollio               | Klaudiusz                     |
| Kantoniusz Justus             | Klaudiusz                     |
| Rufiusz Kryspinus             | Klaudiusz                     |
| Lucjusz Geta                  | Klaudiusz                     |
| Sekstus Afraniusz Burrus      | Klaudiusz, Neron              |
| Feniusz Rufus                 | Neron                         |
| Ofoniusz Tygellinus           | Neron                         |
| Nimfidiusz Sabinus            | Neron                         |
| Korneliusz Lako               | Galba                         |
| Plocjusz Firmus               | Oton                          |
| Licyniusz Prokulus            | Oton                          |
| Publiusz Sabinus              | Witeliusz                     |
| Juniusz Pryskus               | Witeliusz                     |
| Tyberiusz Juliusz Aleksander  | Wespazjan                     |
| Ariusz Warus                  | Wespazjan                     |
| Arecynus Klemens              | Wespazjan                     |
| Tytus                         | Wespazjan                     |
| Korneliusz Fuskus             | Domicjan                      |
| Kasperiusz Elianus            | Domicjan                      |
| Norbanus                      | Domicjan                      |
| Petroniusz Sekundus           | Domicjan                      |
| Kasperiusz Elianus            | Nerwa                         |
| Suburanus                     | Trajan                        |
| Klaudiusz Liwianus            | Trajan                        |
| S. Sulpiciusz Similis         | Trajan                        |
| C. Septycjusz Klarus          | Hadrian                       |
| Marcjusz Turbo                | Hadrian                       |
| Gajusz Maksymus               | Hadrian, Antonin Pius         |
| Tatiusz Maksymus              | Antonin Pius                  |
| Fabiusz Korneliusz            | Antonin Pius                  |
| Furiusz Wiktorynus            | Antonin Pius, Marek Aureliusz |
| Makrynus Windeks              | Marek Aureliusz               |
| Baseusz Rufus                 | Marek Aureliusz               |
| Tarruteniusz Paternus         | Marek Aureliusz, Kommodus     |
| Sekstus Tygidiusz Perennis    | Kommodus                      |
| Niger                         | Kommodus                      |
| Marcjusz Kwartus              | Kommodus                      |
| Tytus Longeus Rufus           | Kommodus                      |
| Publisz Atiliusz Ebutianus    | Kommodus                      |
| Regillus                      | Kommodus                      |
| Marek Aureliusz Kleander      | Kommodus                      |
| Lucjusz Juliusz Julianus      | Kommodus                      |
| Motilenus                     | Kommodus                      |
| Kwintus Emiliusz Laetus       | Kommodus, Didiusz Julianus    |
| Flawiusz Genialis             | Didiusz Julianus              |
| Tulliusz Kryspinus            | Didiusz Julianus              |
| Weteriusz Makrynus            | Septymiusz Sewer              |
| Lucjusz Fulwiusz Plautianus   | Septymiusz Sewer              |
| Emilius Papinianus            | Septymiusz Sewer, Karakalla   |
| Marek Opelliusz Makrynus      | Karakalla                     |
| Ulpiusz Julianus              | Makrynus                      |
| Julianus Nestor               | Makrynus                      |
| Waleriusz Komazon Eutychianus | Heliogabal                    |
| Antiochianus                  | Heliogabal                    |
| Ulpian Domicjusz              | Sewer Aleksander              |
| Julius Paulus                 | Sewer Aleksander              |
| P. Eliusz Witalianus          | Maksymin Trak                 |
| Tymezyteusz                   | Gordian III                   |
| Filip Arab                    | Gordian III                   |
| Gajusz Juliusz Pryskus        | Filip Arab                    |
| Aureliusz Heraklianus         | Galien                        |
| Florianus                     | Tacyt                         |
| Karus                         | Probus                        |
| Aper                          | Karus, Karynus, Numerian      |
| Aristobulus                   | Numerian, Dioklecjan          |
| Afraniusz Hannibalianus       | Dioklecjan                    |
| Konstancjusz Chlorus          | Dioklecjan                    |
| Asklepiodotus                 | Dioklecjan                    |
| Rufiusz Woluzjanus            | Maksencjusz                   |
| Publiusz Korneliusz Anullinus | Maksencjusz                   |